# Tjipto Mangoenkoesoemo

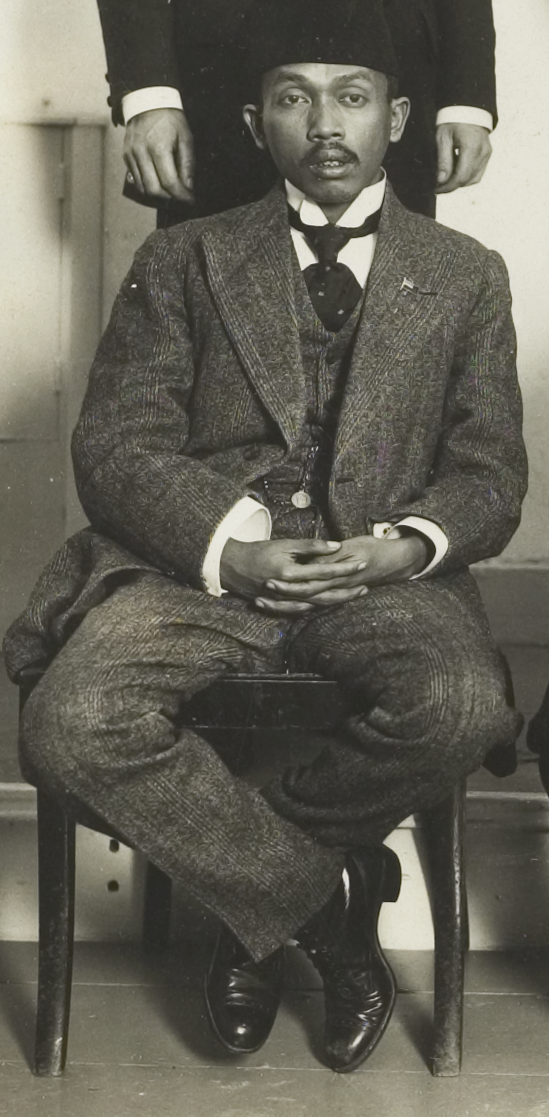

Tjipto Mangoenkoesoemo (Ambarawa (Semarang), 4 maart 1886 - Batavia (Nederlands-Indië), 8 maart 1943) was arts en Indonesisch politiek activist.

## Levensloop

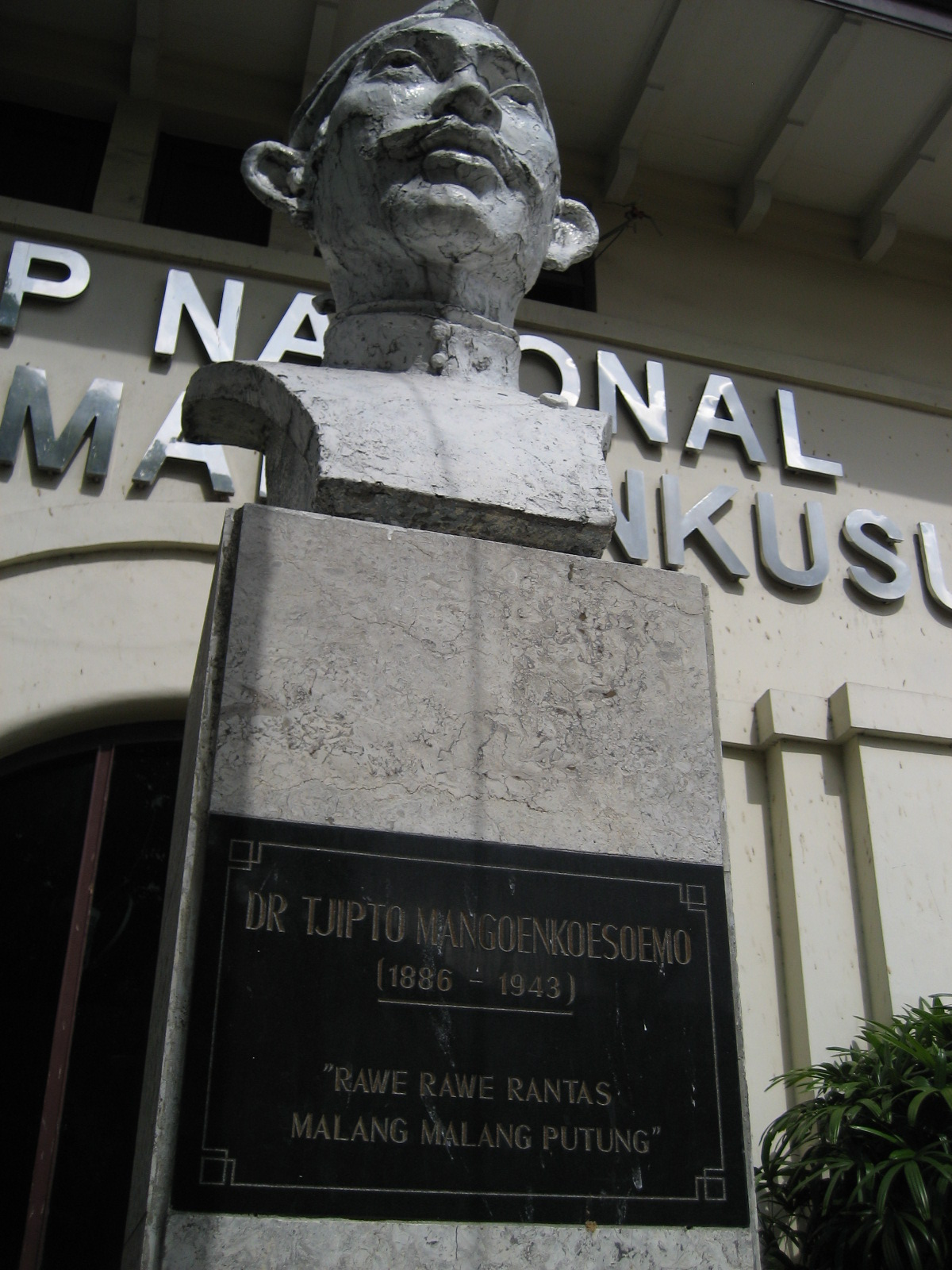
Tjipto Mangoenkoesoemo-standbeeld in het Cipto Mangunkusumo-ziekenhuis in de stad Jakarta

Het veronachtzamen door de autoriteiten van de pestuitbraak in Malang in 1910 bezorgde de arts Mangoenkoesoemo een diepe aversie tegen het Nederlands koloniaal gezag. Samen met Ernest Douwes Dekker en Ki Hadjar Dewantara richtte hij de Indische Partij op in 1912. De drie oprichters werden al spoedig tegengewerkt en verbannen, eerst naar de Banda-eilanden en "op verzoek" in 1913 naar Nederland. Om gezondheidsredenen mocht Tjipto in 1914 terugkeren naar Java. Hij sloot zich daar aan bij Insulinde, de Nationale Indische Partij (NIP), die de opvolger was van de Indische Partij, waar hij lid werd van het centrale bestuur. In 1919 werd de NIP onderdeel van het Indo-Europeesch Verbond (IEV) en kreeg Tjipto een zetel in de Volksraad. Tjipto verweet de Volksraad een instelling te zijn om de macht van de kolonisator te handhaven onder het mom van democratie. In 1920 werd hij wederom verbannen, nu naar Bandoeng, waar hij zijn artsenpraktijk weer opnam.
In 1923 leerde hij de toekomstige president Soekarno kennen, die in 1927 zijn partij, de Indonesische Nationale Partij (PNI) oprichtte. Tjipto werd geen lid van de PNI, maar wel de mentor van Soekarno. In 1927 werd hij nogmaals opgepakt en als oproerkraaier verbannen. Sindsdien was hij niet meer politiek actief.
Hij stierf in 1943 tijdens de Japanse bezetting.
In 1964 werd hij geëerd met de titel Nationale held van Indonesië